# Majencia de Beauvais
Santa Majencia de Beauvais (siglo v) fue una ermitaña y cefalófora martirizada por su fe.

## Hagiografía
Existen varios registros acerca de la vida de Santa Majencia, cada uno con pequeñas variantes, aunque todos coinciden en que nació en Irlanda o en Escocia en el siglo v, si bien a edad temprana huyó a Francia para evitar tener que casarse con un líder pagano. Decidida a dedicar su vida a la oración, vivió como ermitaña junto al río Oise cerca de Senlis, en la diócesis de Beauvais. El pagano fue tras la pista de Majencia; tras encontrarla en Pont-Sainte-Maxence, la santa se negó nuevamente a contraer matrimonio con él, motivo por el que este la decapitó.

### Registro de los monjes de Ramsgate
Los monjes de la Abadía de San Agustín, en Ramsgate, escribieron en su Libro de los santos (1921):

Majencia (Sta) V.M. (20 de nov.)
(s. v) De acuerdo con la tradición, una reclusa irlandesa que vivió cerca de Senlis en Francia, donde sufrió martirio. Pero los detalles están perdidos o son inciertos.

### Registro de Butler

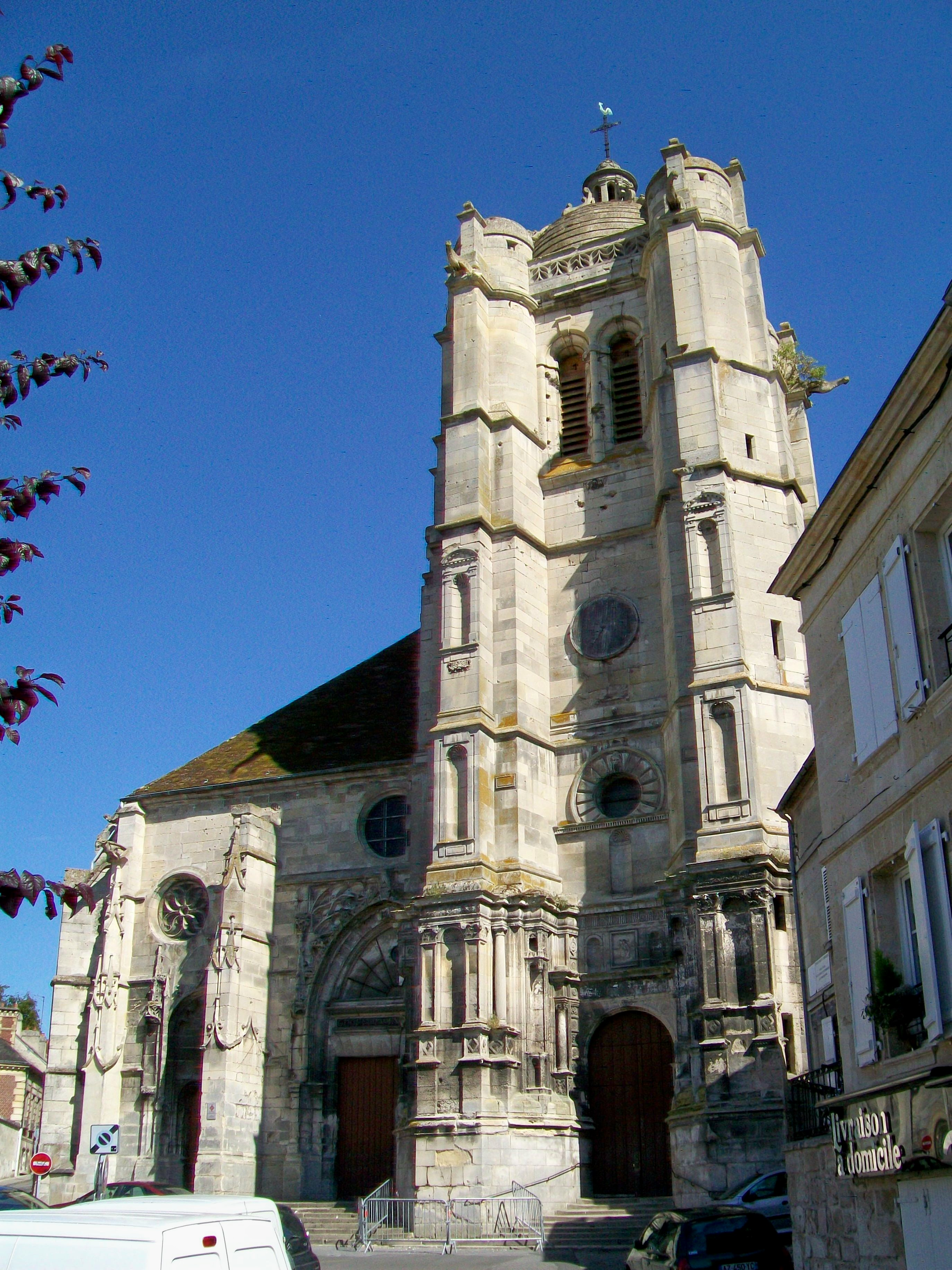
Iglesia de Santa Majencia en Pont-Sainte-Maxence.

El hagiógrafo Alban Butler (1710-1773) escribió en su Vidas de los padres, mártires y otros santos principales:

Sta Majencia de Irlanda, virgen y mártirEsta santa fue una dama escocesa, o más bien irlandesa, y se dice que era de origen real. Para preservar su virginidad, la cual había consagrado a Dios por voto, se retiró a Francia, donde vivió como reclusa cerca del río Oise, a dos leguas de Senlis. Fue perseguida, descubierta y asesinada por un hijo de Belial que no había sido capaz de perturbar su virtuoso propósito. Uno de los continuadores de Fredegario menciona en el siglo vii su veneración al paso del Oise, ciudad que, por sus preciosas reliquias que allí se honran, se llama Pont-Sainte-Maxence. Su festividad se celebraba en Irlanda e Inglaterra el 24 de octubre: en algunos lugares de Inglaterra el 16 de abril, a cuyo día Wilson la traslada en la segunda edición de su martirologio inglés: en Escocia y en la diócesis de Beauvais se celebra el 20 de noviembre, tal y como aparece en los breviarios de Aberdeen y Beauvais.

### Registro de Horstmann
Carl Horstmann reprodujo la vida de la santa a partir del manuscrito de Stowe 949, redactado hacia 1615:

La vida de Sta Majencia virgen y mártir
Majencia era la hija del rey de los escoceses llamado MARCOLANE. Por don de la naturaleza era de rara belleza, y por la gracia de Dios, hermosa para el amor de toda virtud y el celo de la virginidad. Un príncipe y bárbaro pagano se enamoró vehementemente de ella, y para satisfacer su demanda y deseo, había obtenido de su padre una promesa de matrimonio. La casta virgen al oír eso, y temiendo que se le impidiese mantenerse pura y sin mancha para Cristo solamente: después de eso había encomendado fervientemente su caso a Dios mediante muchas oraciones, tomando a un anciano llamado BARBANCIUS y a una sirvienta llamada ROSOBEA como acompañantes, huye de allí y llega a Francia: donde en la aldea de BEAUVAISE secretamente se instaló con sus dos compañeros, sirviendo a dios con todo deber y devoción. El prometido esposo y amante, entendiendo que ella había huido perseguida con toda rapidez y diligencia, dirigiendo mensajeros por todos lados, para escucharla y espiarla: quienes hicieron su esfuerzo con tanta eficacia, que al final la encontraron. El príncipe enamorado se acercó a ella y se esforzó todo lo que pudo para provocarla como afecto carnal y asentir hacia él, [...] y regresar a casa con él al gozo y la gloria temporales. Pero ella había fijado tanto su amor y su corazón en el glorioso rey Cristo Jesús, que todos esos trabajos se perdieron en ella: todo valor carnal le parecía vil y tan bajo como indigno por completo de ser equilibrado o pesado con un príncipe tan supremo, y gloria tan estable y perfecta. El señor terrenal desdeñando que su llama ardiente fuera aplastada con una mirada tan fría, su amor se convirtió en tal furia, que mató con sus propias manos tanto a ella como a sus compañeros, y así se fue. Está escrito que cuando él se fue, la virgen tomó su cabeza en sus propios brazos fuera del lugar donde fue cercenada, y la llevó al lugar donde ahora está: donde después se erigió una iglesia, y Dios glorificó a su amada esposa con milagros. Se dice que Carlos, que entonces era rey, se vio muy afectado por esa santa virgen, y por lo tanto honró su cuerpo sagrado con diversos regalos reales.